# Deutsche Feldhandball-Meisterschaft 1964
Die Deutsche Feldhandball-Meisterschaft 1964 wurde in einem Endrundenturnier zwischen dem 12. September und dem 25. Oktober 1964 ausgespielt. Das Turnier war die 15. vom DHB ausgerichtete Meisterschaftsrunde im Feldhandball der Männer. Das Endspiel fand am 25. Oktober 1964 vor 25.000 Zuschauern im Herforder Ludwig-Jahn-Stadion statt.
Neuer Deutscher Meister wurde der TuS 05 Wellinghofen, der damit den ersten Titelgewinn der Vereinsgeschichte feiern konnte. Wellinghofen besiegte im Finale den TSV Grün-Weiß Dankersen mit 13:9.

## Modus
16 Mannschaften traten in einem Ausscheidungsturnier (K.-o.-System) gegeneinander an, der Modus wurde gegenüber dem Vorjahr leicht geändert: Erstmals wurden auch die Vorrundenpaarungen (Achtelfinale) in Hin- und Rückspielen entschieden, wie seit der Endrunde 1962 schon die Spielpaarungen der Zwischenrunde (Viertelfinale) und des Halbfinals. Die Sieger des Halbfinales bestritten das Endspiel, weitere Platzierungsspiele wurden nicht durchgeführt.
Die folgenden 15 Mannschaften hatten sich über die jeweiligen Regionalmeisterschaften direkt für die Vorrunde des Turniers qualifiziert:
Norddeutsche Meisterschaft:
1. THW Kiel

VfL Wolfsburg (Titelverteidiger)
Eintracht Braunschweig
Hamburger SV
Westdeutsche Meisterschaft:
1. VfL Gummersbach

TuS 05 Wellinghofen
TSV Grün-Weiß Dankersen
TV Oppum 1894
Südwestdeutsche Meisterschaft:
1. TV Großwallstadt

TV Hochdorf
TuS 1860 Neunkirchen
Süddeutsche Meisterschaft:
1. TC Frisch Auf Göppingen

TSV Birkenau
TB Esslingen 1890
Berliner Landes-/Regionalmeisterschaft:
1. OSC Berlin

Dazu kam als 16. Mannschaft nach einem Qualifikationsspiel am 6. September der Vierte der Süddeutschen Meisterschaft, der TSV 1860 Ansbach. Ansbach hatte sich mit 12:8 gegen den Berliner SV 1892 durchgesetzt, den Berliner Vizemeister und Deutschen Hallen-Meister 1964.
Die Spieldauer betrug 2 × 30 Minuten, bei Gleichstand nach regulärer Spielzeit war im Finale eine Verlängerung von 2 × 10 Minuten vorgesehen. In den Rundenspielen entschied bei ausgeglichener Tordifferenz nach Hin- und Rückspiel der bessere Torquotient der Heimspiele: Weniger Tore im Heimspiel bedeuteten den besseren Quotienten für die entsprechende Heimmannschaft. Dies entspricht de facto der in späterer Zeit im Handball wie in anderen Ballsportarten angewandten Auswärtstorregel.

## Turnierverlauf
Schon im Vorjahr hatte der TuS Wellinghofen für Furore gesorgt und war als Qualifikant bis ins Halbfinale der Endrunde vorgedrungen, in diesem Jahr machten die Dortmunder Vorstädter ihr Meisterstück: In der Vorrunde setzten sie sich gegen den TuS Neunkirchen durch, in der Zwischenrunde gegen den Odenwälder Dorfverein TSV Birkenau, im Halbfinale gegen den Titelverteidiger VfL Wolfsburg, und schließlich auch im Finale gegen den TSV Grün-Weiß Dankersen. Dessen bester Spieler, Nationalspieler Herbert Lübking, der sich schon in der Lage gezeigt hatte, Spiele allein zu entscheiden, war von der Wellinghofener Abwehr erfolgreich neutralisiert worden und warf nur ein Tor; auch im zweiten Anlauf nach der Finalteilnahme 1962 erreichte Dankersen nur den undankbaren zweiten Platz.

### Vorrunde
12. September (Hinspiele) / 19. September (Rückspiele)
TuS 05 Wellinghofen – TuS 1860 Neunkirchen: 19:10 / 16:15
THW Kiel – TSV Grün-Weiß Dankersen: 8:16 / 10:16
VfL Wolfsburg – TV Oppum 1894: 16:13 / 19:17
VfL Gummersbach – TC Frisch Auf Göppingen: 13:10 / 9:11
TV Großwallstadt – TSV 1860 Ansbach: 17:16 / 12:13
TSV Birkenau – Eintracht Braunschweig: 14:7 / 12:9
OSC Berlin – Hamburger SV: 10:13 / 7:11
TB Esslingen 1890 – TV Hochdorf: 11:10 / 12:11

### Zwischenrunde
26. September (Hinspiele) / 4. Oktober (Rückspiele)
TSV Birkenau – TuS 05 Wellinghofen: 8:11 / 6:12
TSV 1860 Ansbach – TSV Grün-Weiß Dankersen: 13:11 / 9:11
Hamburger SV – VfL Gummersbach: 11:7 / 8:13
VfL Wolfsburg – TB Esslingen 1890: 14:9 / 12:14

### Halbfinale
11. Oktober (Hinspiele) / 18. Oktober (Rückspiele)
VfL Wolfsburg – TuS 05 Wellinghofen: 10:9 / 10:15
TSV Grün-Weiß Dankersen – VfL Gummersbach: 12:7 / 10:11

### Endspiel
25. Oktober
TuS 05 Wellinghofen – TSV Grün-Weiß Dankersen: 13:9